# Tsunade
Tsunade (纲手), caracterizado no conto japonês Jiraiya Gōketsu Monogatari (児雷也豪杰物语, "O conto do Jiraiya galante"), foi a esposa do ninja Jiraya. Ela dominou o caracol mágico e foi capaz de convocar um caracol enorme ou se transformar em um. 

## Influências na ficção
Na série de mangá e anime Naruto, uma personagem chamada Tsunade é a quinta Hokage da aldeia da folha onde vive Uzumaki Naruto. Tsunade, Jiraiya e Orochimaru aparecem como os três ninjas lendários conhecidos como Sannin que foram treinados pelo terceiro hokage Hiruzen Sarutobi. Tsunade pode invocar lesmas para a batalha e inclusive até portar monstros Kaiju. Essa capacidade é baseada na convocação Tsunade ter estabelecido um contrato de sangue com todas as espécies de lesma. Jiraiya e Orochimaru também podem invocar sapos e serpentes (respectivamente), e Orochimaru também é capaz de se transformar em uma cobra.
Tsunade é conhecida como a melhor médica-ninja do mundo, com habilidades de cura impressionantes como apresentado no anime, ela ativa um jutsu  próprio que ela criou chamado "Byakugou" que pode regenerar qualquer órgão perfurado ou danificado, ou até se algum membro for decepado.  além de uma lendária médica-nin ela também possui uma força bruta impressionante ( a personagem com mais força no anime)capaz de quebrar um susano'o com apenas um golpe. sua força é tão assustadora que deixa a força que o raikage possui (raikage também é forte "força") no chinelo. Sendo ela a neta do primeiro hokage, tem muita resistência física e grande quantidade de chakra.